# Isoperla okamotonis
Isoperla okamotonis is een steenvlieg uit de familie Perlodidae. De wetenschappelijke naam van de soort is voor het eerst geldig gepubliceerd in 1941 door Kohno.